# Begonia lansbergeae
Begonia lansbergeae là một loài thực vật có hoa trong họ Thu hải đường. Loài này được L.Linden & Rodigas mô tả khoa học đầu tiên năm 1893.